# Superficie rigata

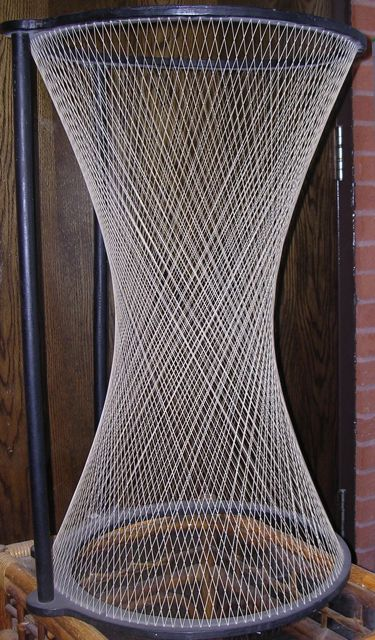
Un esempio di superficie (doppiamente) rigata: l'iperboloide a una falda. Se afferriamo con una mano degli spaghetti (che sono infatti dei segmenti di retta), questi si dispongono approssimativamente come un iperboloide.

In geometria una superficie si dice rigata se è ottenuta da un'unione di rette. Euristicamente, possiamo pensare a una superficie rigata come composta da molte linee, la cui unione forma la superficie stessa (la figura dovrebbe dare un'idea intuitiva di ciò).
Gli esempi più comuni e più facili da visualizzare sono il piano, il cilindro e il cono. L'iperboloide a una falda e il paraboloide iperbolico sono superfici doppiamente rigate.
L'interesse per le superfici rigate è dovuto al fatto che la proprietà (di una superficie) di essere rigata è conservata dalle mappe proiettive. Anche per questo motivo, esse trovano inoltre applicazioni nella geometria descrittiva e in architettura.

## Definizione
Una superficie {\displaystyle S} si dice rigata se esiste una famiglia di rette {\displaystyle \{r_{\alpha }\}_{\alpha \in {\mathcal {A}}}} tale che {\displaystyle S} sia l'unione delle rette di detta famiglia: {\displaystyle S=\bigcup _{\alpha \in {\mathcal {A}}}r_{\alpha }}. Equivalentemente, {\displaystyle S} è rigata se per ogni punto di {\displaystyle s\in S} passa una retta {\displaystyle r_{s}} che sia tutta contenuta in {\displaystyle S}.
Analogamente, una superficie si dice doppiamente rigata se essa è unione di due famiglie disgiunte di rette.

## Parametrizzazioni
Data la loro semplicità, esistono delle parametrizzazioni standard e universali delle superficie rigate. Naturalmente, in generale esse sono valide solo localmente. Ovverosia, per ogni punto della rigata esiste un intorno in cui essa è parametrizzabile come segue (nel seguito {\displaystyle E} è un sottoinsieme dei numeri reali {\displaystyle \mathbb {R} }):
{\displaystyle S(t,u)=p(t)+q(t)\,u\quad t\in E,\,u\in \mathbb {R} };
per {\displaystyle t} fissato, {\displaystyle S(t,u)} è una retta nel parametro {\displaystyle u}, e dunque essa è rigata. Talvolta questa parametrizzazione è scritta come {\displaystyle S(t,u)={\bar {p}}(t)\,u+{\bar {q}}(t)\,(1-u)} che, con un'opportuna definizione di {\displaystyle {\bar {p}}} e {\displaystyle {\bar {q}}} è equivalente alla precedente, ma mette in evidenza come una superficie rigata possa essere ottenuta unendo le rette che congiungono due curve non intersecantisi.
Ad esempio dalla parametrizzazione:
{\displaystyle p(t)=(\cos(t),\sin(t),0)}
{\displaystyle r(t)=(\cos(t/2)\cos(t),\cos(t/2)\sin(t),\sin(t/2))}
si ottiene una superficie rigata contenente il nastro di Möbius.

## Risultati matematici concernenti le superficie rigate
- Ogni superficie sviluppabile (ossia, ogni superficie che può essere localmente srotolata su un piano) è rigata.
- Le uniche superfici minime a essere rigate sono il piano e l'elicoide.
- Le mappe proiettive conservano la proprietà di una superficie di essere rigata o doppiamente rigata.

## Costruzione e applicazioni
Molte interessanti superfici rigate possono essere ottenute dal movimento di una retta, detta generatrice, lungo tre coniche (eventualmente degeneri), dette direttrici. Al variare delle reciproche posizioni di tali direttrici, si hanno diversi tipi di rigate, come conoidi ed elicoidi

### Applicazioni in architettura

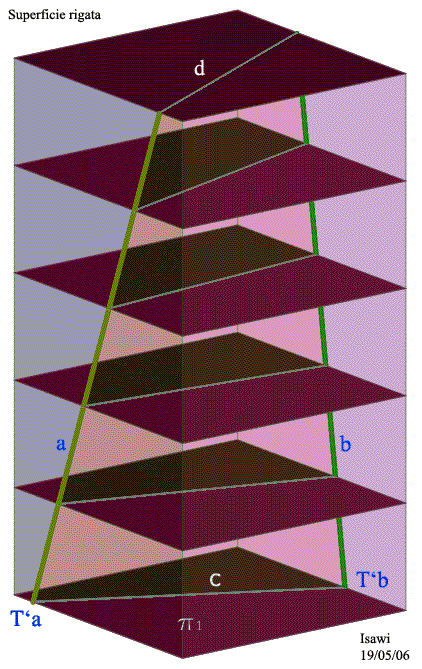
In questa rigata, il fascio F è formato da piani paralleli.

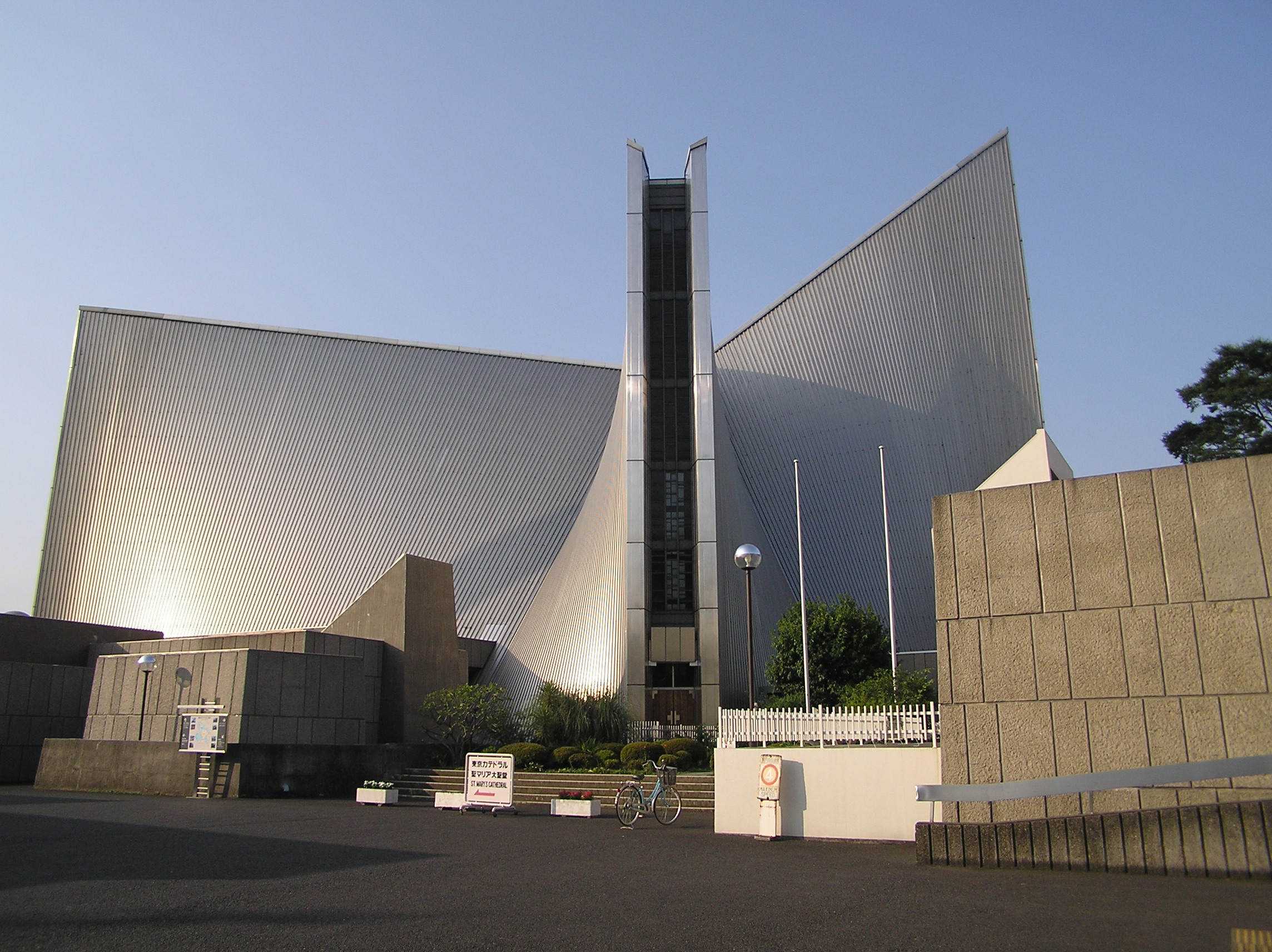
Tokyo, Cattedrale di Santa Maria
Kenzō Tange, 1964

Le rigate più comunemente utilizzate in architettura sono costruite proprio con questo procedimento. Esse vengono cioè generate dal movimento di una retta generatrice {\displaystyle g} lungo tre rette direttrici {\displaystyle a}, {\displaystyle b}, {\displaystyle u}. Due delle quali, {\displaystyle a} e {\displaystyle b}, sono di norma assegnate come bordi della rigata; la terza direttrice, {\displaystyle u}, si determina come retta di sostegno a un fascio di piani {\displaystyle F}. Ciascuno piano di {\displaystyle F} viene individuato da due rette complanari: una è la generatrice {\displaystyle g} e l'altra retta ha la direzione perpendicolare alla giacitura dei piani individuati dalle due rette direttrici {\displaystyle a}, {\displaystyle b}.
Nel caso in cui tale fascio {\displaystyle F} sia formato da piani tra loro paralleli (si veda la figura a lato), si ha come terza direttrice una retta impropria.
Si tiene presente che le rigate individuate da un quadrilatero sghembo hanno la proprietà di essere generate in doppio modo, cioè significa che le direttrici, di tale rigate, possono essere assunte come generatrici e viceversa. Pertanto esse sono doppiamente rigate.
Altri tipi di rigate facilmente costruibili e volumetricamente interessanti possono essere quelli che hanno come direttrici di bordo due coniche non degeneri, come, esempio, quella dei conoidi, sia a sostegno proprio che improprio (vedi galleria fotografica).

## Galleria d'immagini

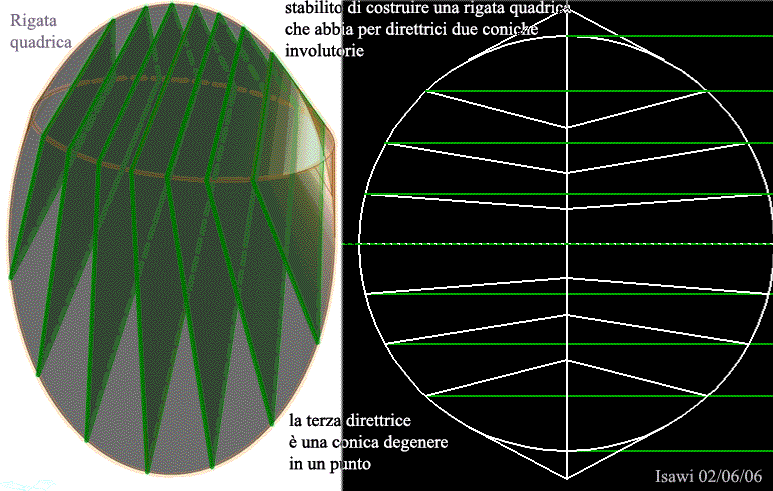
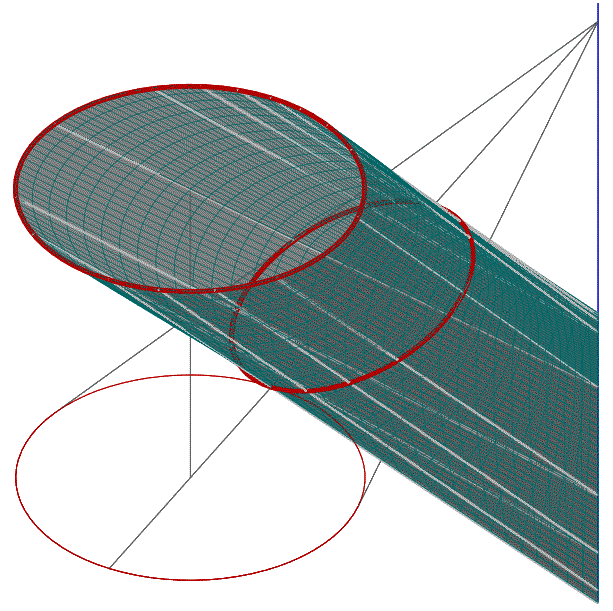
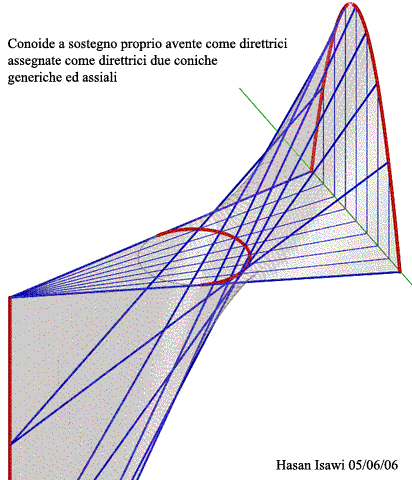
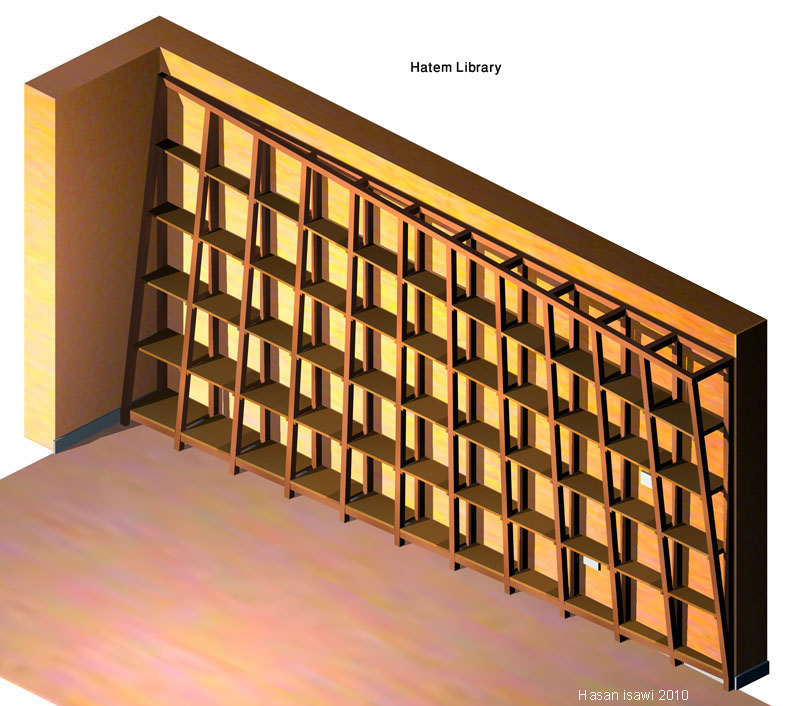
Geometria descrittiva, applicazione del concetto delle superfici rigate per costruire una libreria.